# Werner Schroeter
Werner Schroeter (Georgenthal, 1945. április 7. – Kassel, 2010. április 12.) német filmrendező, forgatókönyvíró.
Az 1970-es évek német filmművészetének legfontosabb személye volt.

## Élete
Egyetemi tanulmányait a Mannheimi Egyetem pszichológia szakán végezte el.
Pályáját újságíróként kezdte. 1967-től készített filmeket. 1972 óta színházi és operarendező is volt.

## Színházi rendezései
- Wilde: Salome
- Victor Hugo: Lucrezia Borgia
- Strindberg: Júlia kisasszony
- Wagner: Lohengrin

## Filmjei
- Verona (1967)
- Mona Lisa (1968)
- Himmel hoch (1968)
- Faces (1968)
- Aggressionen (1968)
- Argila (1969)
- Nicaragua (1969)
- Eika Katappa (1969)
- A bombázópilóta (1970)
- Macbeth (1971)
- Salome (1971)
- Maria Malibran halála (1971)
- A fekete angyal (1974)
- Johannes Traum (1975)
- A nápolyi birodalomban (1979)
- Weiße Reise (1980)
- A főpróba (1980)
- Palermo vagy Wolfsburg (1980)
- Az idióták napja (1982)
- Das Liebesonril (1982)
- A nevető csillag (1983)
- A rózsakirály (1986)
- Malina (1991)
- Szerelempor (1996)
- Marianne Hoppe – A királynő (1999)

## Díjai
- a Berlini Arany Medve díj (1980)